# Kuzma (Chorwacja)
Kuzma – wieś w Chorwacji, w żupanii virowiticko-podrawskiej, w gminie Voćin. W 2011 roku pozostawała niezamieszkana.